# NGC 5999
NGC 5999 هيَ عنقود مفتوح تتواجد في كوكبة مسطرة النقاش. أسطع نجم بها هوَ HIP 78355، وَتبعد بحوالي 5310 سنة ضوئية، ويتوقع أن عمرها حوالي 400 مليون سنة.